# Рахимов, Мирзомурод Гиёзович
Мирзомурод Гиёзович Рахимов (20 октября 1960 — 3 августа 1980) — воин-интернационалист — рядовой радиотелеграфист 4-й разведывательной роты 783-й отдельного разведывательного батальона 201-й Гатчинской дважды Краснознаменной мотострелковой дивизии Сухопутных Войск Вооружённых Сил СССР. Погиб в ходе войсковой операции советских войск в провинции Бадахшан в Афганистане, вступив в неравный бой с моджахедами.

## Биография
Родился 20 октября 1960 года в многодетной таджикской дехканской семье в селении Чортеппа Ленинского района (сейчас махалла Чортеппа в составе Душанбе) Таджикской ССР.
Окончил десять классов общеобразовательной сельской школы. До призыва в армию трудился рабочим в совхозе «Варзоб» Ленинского района.
Согласно Конституции СССР и Закона О воинской обязанности, 13 октября 1979 года призван на действительную срочную военную службу в Советскую Армию Ленинским Районным военным комиссариатом Таджикской ССР. После прохождения курса специальной военной подготовки в марте 1980 года был направлен для прохождения дальнейшей службы в составе Ограниченного контингента Советских войск в Республике Афганистан.
В составе своего воинского подразделения участвовал в боевых операциях в качестве радиотелеграфиста, и, одновременно — как знающий язык фарси — внештатного переводчика. Согласно воспоминаниям боевых товарищей-сослуживцев в боевой обстановке всегда действовал смело и решительно.
3 августа 1980 года — во время проведения советскими войсками Яварзанской операции — в бою у кишлака Шаеста, в районе населённого пункта Карадех провинции Бадахшан, — рядовой Рахимов Мирзомурод, будучи в составе разведывательного подразделения, отражая нападение противника, действуя в сложной обстановке, заняв выгодную позицию и открыв прицельный огонь по противнику, тем самым самоотверженно вызвав огонь на себя, помог товарищам выйти из-под обстрела. Получив в бою ранение в ноги, продолжил обороняться гранатами, но второе ранение, полученное им, было смертельным.
За воинский подвиг рядовой Рахимов М. Г. награждён орденом Красной Звезды (посмертно).
Похоронен Рахимов Мирзомурод на родине — к. Чортеппа Ленинского района Таджикской ССР (ныне — район Рудаки Республики Таджикистан).